# Chevrolet Camaro (deuxième génération)
Cet article concerne Chevrolet Camaro de deuxième génération. Pour des informations générales sur la Camaro, voir Chevrolet Camaro.
Pour les articles homonymes, voir Chevrolet Camaro (homonymie).
La Chevrolet Camaro de deuxième génération a été produite par Chevrolet de 1970 à 1981. Elle a été introduite au printemps 1970. 12 487 exemplaires sont produits dans les usines d'assemblage dès février de la même année. Elle était plus longue, plus basse et plus large que la Camaro de première génération. La carrosserie convertible n'était plus disponible. Les ingénieurs de GM ont déclaré que la deuxième génération était bien plus une « voiture de conducteur » que sa devancière.

## Histoire

### Aperçu
Surnommée Super Hugger, la Camaro de deuxième génération était une nouvelle voiture conçue à partir de la configuration mécanique de base familière de la génération précédente, avec structure monocoque utilisant un sous-châssis avant, un bras en A et une suspension avant à ressort hélicoïdal et des ressorts à lames à l'arrière.
Le châssis et la suspension de deuxième génération ont été affinés et améliorés en matière de performances et de confort ; les modèles de base offraient des avancées significatives en matière d'insonorisation, d'isolation et de tenue de route. Une vaste expérience acquise par les ingénieurs de Chevrolet au cours de la première génération a par ailleurs conduit directement à des progrès dans la direction, le freinage et l'équilibre de la deuxième génération de Camaro. Des configurations hautes performances étaient initialement disponibles, mais le marché a changé au fil des années 1970 avec la crise pétrolière, des taux d'assurance plus élevés et un durcissement des réglementations sur les émissions de particules. D'importants changements de style ont été apportés en 1974 et 1978 ; 1981 est la dernière année de production de la Camaro de deuxième génération.

### Modèles et modifications 1970-1981

#### 1970

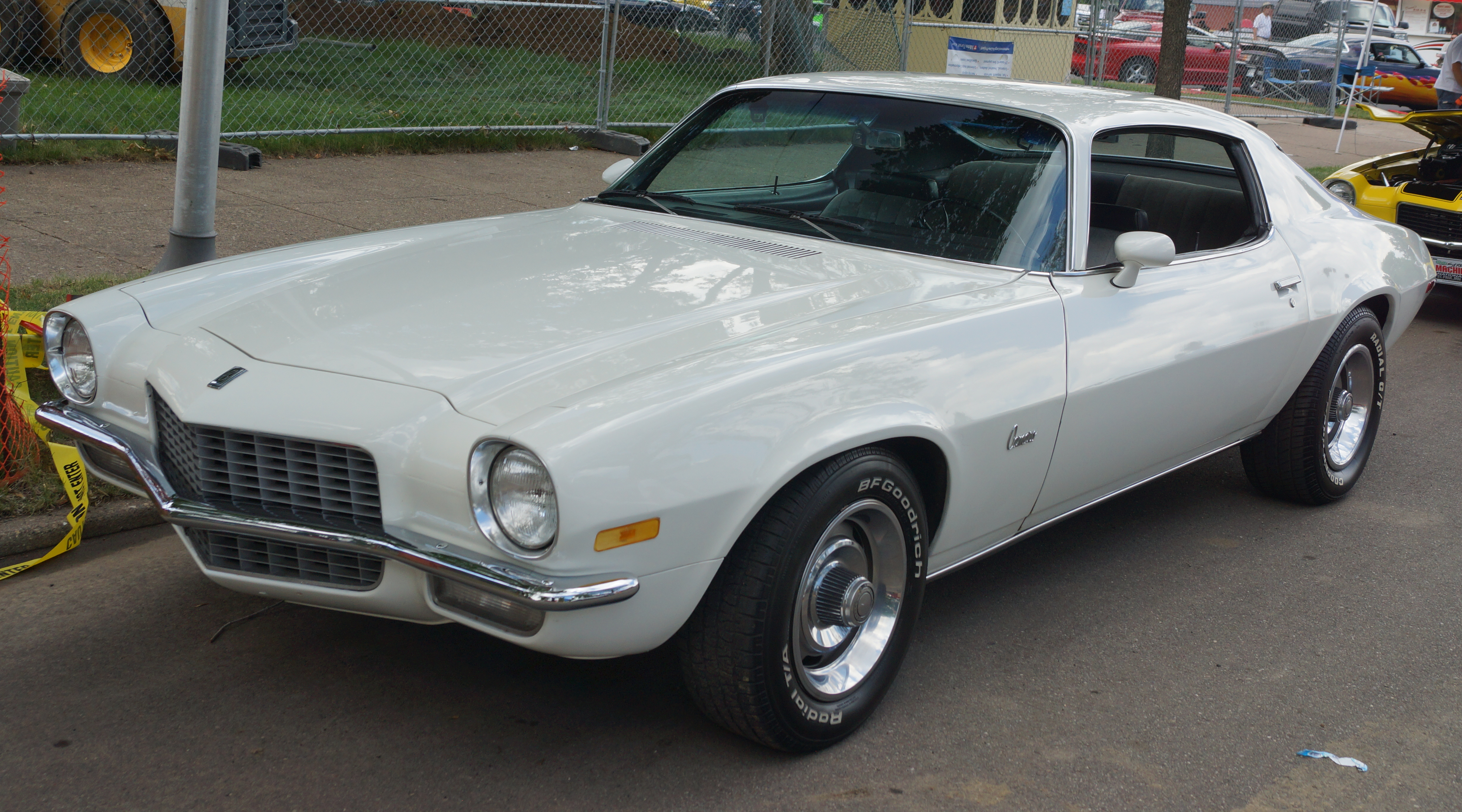
modèle 1970

La plupart des composants du moteur et de la transmission ont été repris du modèle de 1969, à l'exception du six cylindres de 3,8 L : le moteur de base est maintenant un six cylindres de 4,1 L de 157 ch (116 kW). La Camaro SS 396 de 1970 avait le moteur L78 de 6,5 L, délivrant 355 ch (261 kW). À partir de 1970, arrive le V8 gros bloc (nominalement 6,5 L, en fait 6,6 L), mais Chevrolet décide de conserver les badges 396 pour ses modèles, équipés d'un seul carburateur Holley à 4 corps qui produisait 380 ch (280 kW) à 5 600 tr/min et 563 N m à 3 600 tr/min de couple. Deux moteurs de 7,4 L (le LS6 et le LS7) figuraient sur les premières fiches techniques et dans certaines brochures de vente, mais n'ont jamais été mis en production.
Outre le modèle de base, les acheteurs pouvaient sélectionner la finition Rally Sport avec nez et pare-chocs distinctifs, une finition Super Sport et le groupe de finitions spéciales Z-28 (au prix de 572,95 $ US) avec un nouveau V8 LT-1 350 (5,7 L) haute performance de 365 ch (268 kW) et 520 N m de couple. Le LT-1, un moteur construit à partir d'une feuille blanche à l'aide de pièces et de composants de qualité supérieure, était globalement beaucoup plus performant que les précédents V8 de 4,9 L utilisés dans les Z-28 de 1967-1969. Un couple plus élevé et une came moins radicale, couplés au carburateur quatre corps de Holley, ont permis à la Z-28 d'être disponible avec la transmission automatique à 3 vitesses Turbo Hydramatic 400 en option, à la place de la transmission manuelle à quatre vitesses, pour la première fois. Le moteur LT-1 de la Camaro Z-28 de 1970 équipait également la Corvette.
Le nouveau style de carrosserie comportait une ligne de toit fastback, des vitres de portes sans ventilation et pas de fenêtres latérales arrière. Les portes étaient plus larges pour permettre un accès facilité au siège arrière, et de nouvelles poignées de traction ont remplacé les anciennes, pour lesquelles le bouton inférieur devait être enfoncé pour ouvrir la porte. Le toit était une nouvelle unité à double coque pour une meilleure protection contre le retournement et aussi pour la réduction du bruit. Le modèle de base comportait un design de pare-chocs/calandre séparé avec des feux de stationnement sous le pare-chocs, tandis que la finition Rally Sport comprenait une calandre distinctive entourée d'un matériau flexible Endura, ainsi que des feux de stationnement ronds à côté des phares et des pare-chocs entourant les deux côtés de la calandre. L'arrière a été mis en évidence par quatre feux ronds similaires à la Corvette. Le cabriolet n'était pas au catalogue, ce qui en fait la seule génération de Camaro sans cabriolet.
La Camaro de 1970 est la première avec barre stabilisatrice arrière. L'option de freins à disque aux quatre roues (RPO JL8 de 1969) a en revanche été abandonnée. À l'intérieur, un nouveau tableau de bord incurvé comporte plusieurs cadrans ronds pour les jauges et commutateurs directement affichés devant le conducteur, tandis que la section inférieure comprend les commandes de chauffage/climatisation à gauche du conducteur et la radio, l'allume-cigare et le cendrier au centre, la porte de la boîte à gants sur la droite. Les nouveaux sièges baquets Strato, uniques aux modèles de 1970, comportent des dossiers carrés et des appuie-tête réglables, les sièges arrière se composent de deux coussins et d'un dossier de banquette en raison du tunnel de transmission plus élevé. La console centrale en option, avec levier Hurst standard, était désormais intégrée au tableau de bord inférieur avec une petite zone de stockage ou un lecteur de bande stéréo en option. L'intérieur standard comprenait un revêtement entièrement en vinyle et une finition de tableau de bord noir mat, tandis qu'un intérieur personnalisé en option était livré avec un revêtement en tissu ou en vinyle amélioré et une garniture en similibois sur le tableau de bord et la console.
Le modèle 1970 a été introduit dans les usines d'assemblage en février 1970, à mi-chemin de l'année modèle. Cela a amené certaines personnes à l'appeler modèle « 1970½ » ; toutes étaient cependant des modèles de 1970. Lesquels sont généralement les plus appréciés et les plus recherchés, car les performances des années suivantes ont été réduites par les systèmes de contrôle des émissions automobiles et plus tard par l'ajout de pare-chocs lourds exigé par le gouvernement fédéral.

#### 1971
La Camaro de 1971 n'a reçu que des changements d'apparence mineurs par rapport à son homologue de 1970. À l'intérieur, de nouveaux sièges baquets Strato à dossier haut avec appuis-tête intégrés ont remplacé les sièges à dossier bas unique de 1970 avec appuis-tête réglables. Les changements les plus importants sont intervenus sous le capot, en raison du mandat de GM (General Motors), tous les moteurs doivent être conçus pour fonctionner avec de l'essence à plomb ordinaire, à plomb faible ou sans plomb à indice d'octane inférieur, nécessitant des réductions des taux de compression et des puissances en chevaux. Le six cylindres en ligne de 4,1 L, le V8 de 5,0 L et le V8 de 5,7 L à deux corps étaient pratiquement inchangés, car il s'agissait de moteurs à carburant ordinaire à faible compression en 1970 et les années précédentes.
Le V8 LT-1 350 utilisé dans la Z/28 est passé d'une puissance de 365 ch (268 kW) brute à une puissance de 340 ch (250 kW) brute en raison d'une baisse du taux de compression de 11,0:1 à 10,3:1. Le moteur 350 de la Camaro Z28 de 1971 produisait une puissance de 279 ch (205 kW) nette. Le V8 396 est passé d'une puissance de 355 à 304 ch (261 à 224 kW) brut en raison de la baisse du taux de compression de 10,25:1 à 8,5:1. Le moteur 402 de la Camaro SS 396 de 1971 a produisait une puissance de 264 ch (194 kW) nette.
La production et les ventes ont chuté en raison d'une grève de 67 jours à l'échelle de l'entreprise chez GM qui a coïncidé avec l'introduction des modèles de 1971 à la fin de septembre 1970, ainsi qu'à une baisse continue de l'intérêt pour le marché des pony car alimentée par la montée en flèche des taux d'assurance pour les voitures haute performance. Des rumeurs sur la possible annulation de la Camaro après 1972 ont commencé à faire surface et ont été presque confirmées un an plus tard, lorsque la grève d'autres travailleurs a frappé l'usine de montage de Norwood, Ohio, qui était la seule usine à construire des Camaro et des Firebird.

#### 1972
La Camaro de 1972 a subi deux revers majeurs. La grève de l'UAW dans une usine d'assemblage de GM à Norwood a interrompu la production pendant 174 jours et 1 100 Camaro incomplètes ont dû être envoyer à la casse parce qu'elles ne pouvaient pas respecter les normes fédérales de sécurité des pare-chocs de 1973. Certains chez GM ont sérieusement envisagé d'abandonner complètement la Camaro et la Firebird, en particulier alors que la société était sous pression pour adapter son grand nombre de marques et de modèles aux nouvelles réglementations difficiles en matière d'émissions, de sécurité et d'économie de carburant. D'autres ont souligné les abonnements farouchement fidèles aux voitures et étaient convaincus que les modèles restaient viables. Ce dernier groupe a finalement convaincu les partisans de l'abandon des voitures F de se reconsidérer, et Chevrolet continuerait à produire 68 656 Camaro en 1972. Seules 970 SS 396 ont été produites en 1972, et c'était la dernière année pour les modèles SS 396 et SS 350, ainsi que la dernière année où la Camaro était offerte avec un gros bloc d'usine. Cette année, les badges sont passés de "Z/28" à "Z28". Les puissances nominales ont continué de baisser, non seulement en raison d'une compression plus faible et de contrôles des émissions plus stricts, mais, à partir de l'année-modèle 1972, le passage de la puissance brute (sur dynamomètre) à la puissance nette basée sur un moteur dans un véhicule réel avec tous les accessoires installés. Avec cela, le LT1 350 est passé de 335 ch (246 kW) brute en 1971 à 259 ch (190 kW) nette pour 1972 et les gros bloc 396/402 était maintenant évalué à 243 ch (179 kW) nette contre 304 ch (224 kW) brute en 1971.

#### 1973
L'année modèle 1973 a incorporé un système de pare-chocs avant absorbant les chocs standards pour répondre aux nouvelles normes sans dommages de la législation de sécurité de 8 km/h de la NHTSA. La finition Rally Sport, avec ses pare-chocs chromés en uréthane absorbant les chocs de chaque côté du cadre de la calandre, s'est poursuivie pendant un an en raison du renforcement créatif derrière la tôle avant.
Un nouveau modèle, Type LT, a été offert en 1973, avec un intérieur plus silencieux et mieux équipé, une instrumentation complète, des roues de style Rally, une direction à rapport variable, des rétroviseurs sport et des essuie-glaces cachés, entre autres améliorations. La finition Super Sport a été abandonné et le gros bloc de 6,5 L n'était plus disponible. La puissance a baissé en raison de nouvelles normes d'émissions, avec le V8 de 5,7 L le plus performant produisant 248 ch (183 kW) dans la Z28. Le moteur est passé des poussoirs solides aux poussoirs hydrauliques. La climatisation est devenue disponible en option avec ce moteur. La finition Z28 peut être commandée sur les modèles coupé sport et LT. Lorsque les finitions Z28 et Type LT sont combinées, les badges, bandes et graphiques Z28 habituels sont supprimés.
Les autres changements comprenaient un nouveau levier de vitesses monté sur console pour les transmissions automatiques similaire au levier utilisé dans les Pontiac Firebird remplaçant le levier de vitesses en fer à cheval de type Buick des Camaro précédentes, et la réintroduction des vitres électriques dans la liste d'options pour la première fois depuis 1969, avec les interrupteurs montés dans la console.
Se remettant de la grève, les ventes de Camaro ont augmenté pour atteindre 96 751 unités au cours d'une année de ventes record à l'échelle de l'industrie.

#### 1974

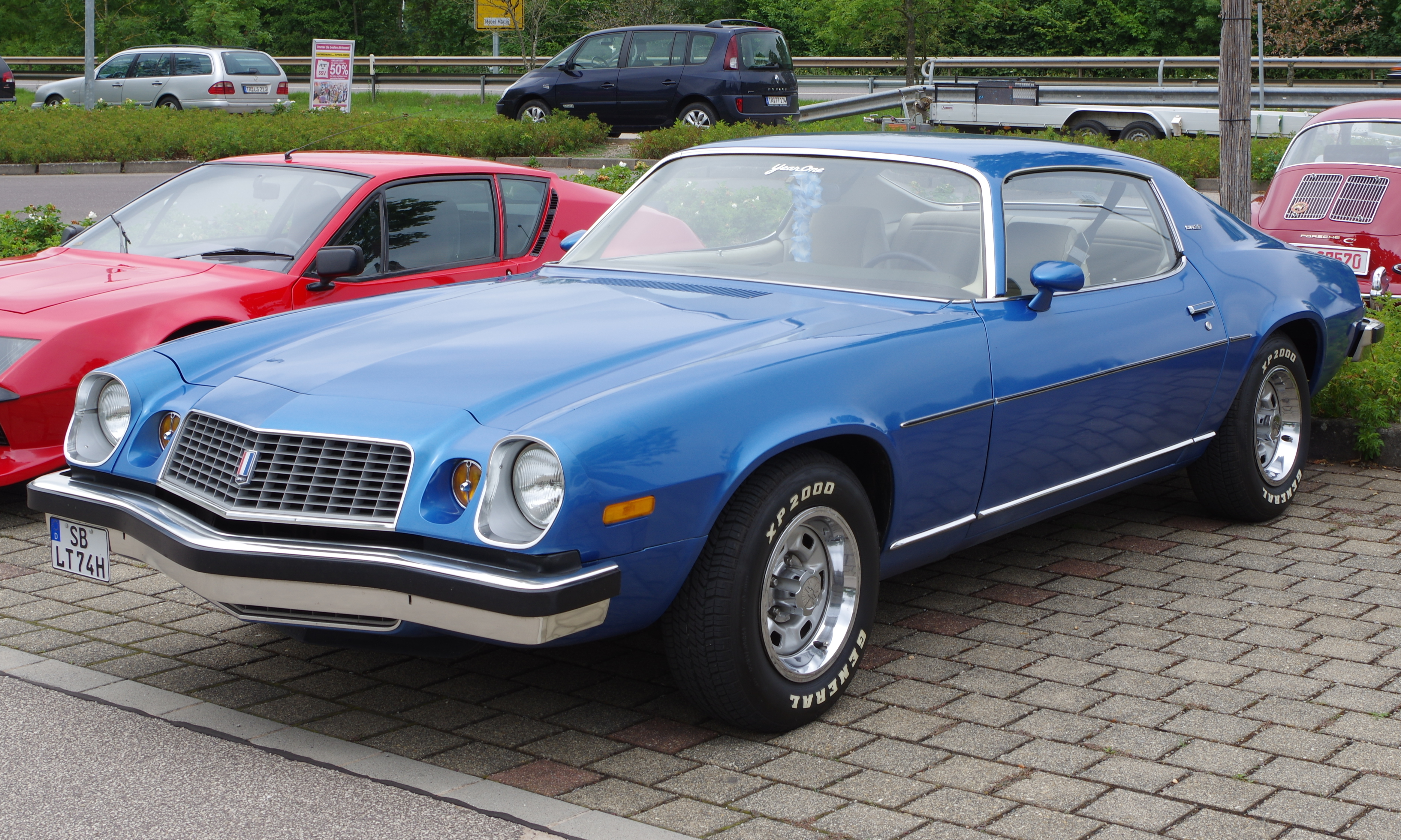
modèle 1974

La Camaro de 1974 a augmenté de 178 mm de plus, grâce aux nouveaux pare-chocs en aluminium requis pour répondre aux normes fédérales et à une calandre inclinée vers l'avant. Les feux arrière ronds ont été remplacés par un design rectangulaire enveloppant. C'était la dernière année à avoir une lunette arrière plate, avec des piliers de toit épais. Toutes les années suivantes, les montants du toit seraient plus minces avec une lunette arrière enveloppante pour une meilleure visibilité. Ce fut la dernière année du RPO Z28, qui partageait le même groupe motopropulseur et moteur que l'année précédente (1973), basé sur le moteur spécial L82 haute performance de la Corvette (la Z28 réapparaîtrait en 1977 comme son propre modèle et non plus un RPO).
Les ventes de Camaro ont augmenté à plus de 150 000 unités, dont 13 802 étaient des Z28 (la production de Z28 de deuxième génération la plus élevée à ce jour) malgré la crise énergétique alimentée par l'embargo du pétrole arabe. Cette année, deux pony car concurrentes ont été repositionnés sur le marché. Ford a réduit la Mustang à une toute nouvelle Ford Mustang II sous-compacte en 1974 basée sur la Pinto qui a été conçue dans une ère de prix élevés de l'essence et de pénurie de carburant, ce qui a entraîné 385 993 unités produites pour l'année modèle. Mercury a transformé la Cougar en une voiture de luxe personnelle de taille intermédiaire pour concurrencer la Chevrolet Monte Carlo et la Pontiac Grand Prix. Parmi les autres changements, Chrysler Corporation a abandonné la Plymouth Barracuda et la Dodge Challenger au cours de l'année modèle 1974. De même, 1974 a été la dernière année de l'AMC Javelin, mais un modèle AMX sportif serait réintroduit en 1978.

#### 1975
Pour 1975, un convertisseur catalytique a été ajouté au système d'échappement de toutes les voitures de tourisme GM du marché américain, y compris la Camaro,,,. Le système d'injection d'air secondaire Air Injection Reactor était toujours présent. Le système de contrôle des émissions catalytiques était plus efficace pour réduire les émissions que le système non catalytique précédent, et a permis de réajuster les moteurs pour une conduite et une économie de carburant améliorées. Le convertisseur catalytique et l'allumage électronique GM High Energy ont été annoncés parmi les composants du « nouveau système d'efficacité de Chevrolet » qui a été promu pour offrir d'autres avantages aux propriétaires de modèles de 1975 par rapport aux modèles comparables de 1974 qui comprenaient des intervalles d'entretien prolongés de 9 600 à 12 000 km pour les changements d'huile/filtre et les bougies d'allumage qui duré jusqu'à 3 000 km contre 16 000 km sur les modèles de 1974.
La finition Z28 a été abandonnée pour 1975 malgré une augmentation des ventes à plus de 13 000 unités en 1974. Les moteurs en option ont continué de refléter l'impact des émissions. Deux V8 350 (5,7 L) produisait 147 ch (108 kW) et 157 ch (116 kW) (les pertes de puissance peuvent sembler un peu exagérées par rapport aux voitures précédentes, cependant, leurs puissances nominales étaient désormais nettes par rapport aux notes brutes précédentes). Les puissances nettes (utilisées depuis 1972) étaient extraites du vilebrequin du moteur comme auparavant, mais maintenant tous les accessoires devaient être fixés et fonctionnels, et tous les équipements antipollution et un système d'échappement de production complète devaient être en place. Ces ajouts dérobeurs de puissance - ainsi que les nouvelles lois strictes sur les émissions et l'équipement dont ils avaient besoin - ont contribué à créer des puissances beaucoup plus petites trouvées dans les voitures suivantes. Les constructeurs eux-mêmes ont parfois intentionnellement sous-estimé les moteurs pour diverses raisons, notamment en évitant d'inciter les compagnies d'assurance et les régulateurs fédéraux à adopter des polices indésirables, mais aussi parfois d'empêcher les modèles moins chers de s'accumuler trop bien sur le papier contre leurs propres produits finaux plus rentables.
Une nouvelle lunette arrière enveloppante a été introduite pour 1975 et l'emblème Camaro est passé du centre de la calandre à au-dessus de la calandre et la plaque signalétique « Camaro » a été supprimée du couvercle de coffre arrière. De nouvelles plaques signalétiques Camaro ont également remplacé les scripts précédents sur les ailes avant. Les intérieurs ont été légèrement révisés avec de nouveaux modèles de garnitures de siège et des garnitures en érable piqué remplaçant le noyer grainé Meridian sur le tableau de bord des modèles LT. Cette année, la disponibilité d'une option intérieure en cuir dans la Camaro LT a été annoncée, mais n'a jamais vu le jour car aucune voiture de série n'était équipée de véritables sièges en cuir. Parmi les autres développements, citons la disponibilité de la climatisation avec des moteurs à six cylindres et des pneus radiaux standard sur tous les modèles. Les serrures électriques étaient une nouvelle option pour 1975. La finition Rally Sport est revenue après une absence d'un an, mais ne représentait guère plus qu'une finition d'apparence.
Malgré la perte de la Z28, les ventes de Camaro sont restées stables pour 1975 à 145 770 unités. Avec la disparition des autres pony car l'année précédente, la Camaro et la Firebird de Pontiac étaient désormais les seules pony car traditionnelles sur le marché, offrant à GM une pénétration à 100 % sur ce segment pour la toute première fois. En outre, malgré la politique de General Motors contre les efforts de course parrainés par l'usine, la Camaro a commencé à se faire un nom sur la piste de la nouvelle série de l'International Race Of Champions (IROC) avec de nombreux pilotes de haut niveau remportant des trophées au volant d'une Camaro année après année jusqu'à la fin des années 1980.

#### 1976
Seuls des changements d'apparence mineurs ont mis en évidence la Camaro de 1976, notamment un insert métallique brossé dans la section arrière du modèle LT. Le six cylindres de 4,1 L est resté le moteur standard du coupé sport et un nouveau V8 de 142 ch (104 kW) de 5,0 L est devenu le moteur standard de la LT et un V8 en option pour la coupé sport de base. Le plus grand V8 de 5,0 L n'était désormais disponible qu'avec un carburateur à quatre corps et 167 ch (123 kW). Les freins assistés sont devenus de série sur les modèles V8 cette année. La popularité de la Camaro montait en flèche. Les totaux des ventes ont bondi de manière significative pour 1976, la meilleure année à ce jour pour la deuxième génération, et devaient s'améliorer encore plus considérablement au cours de la décennie.

#### 1977

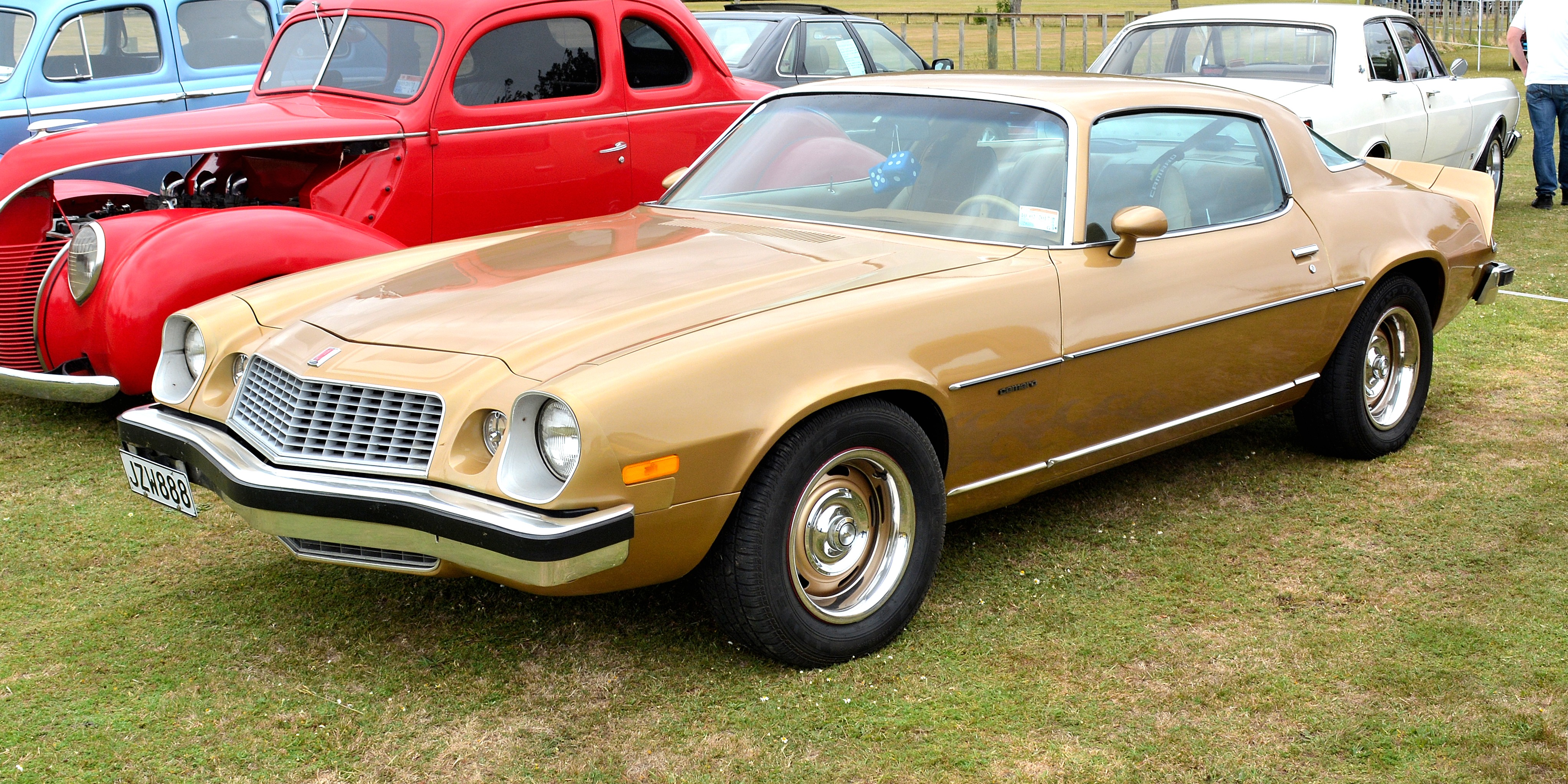
modèle 1977

La Z28 a été réintroduite, en tant que modèle et non pas un RPO, au public acheteur au printemps 1977 en tant que 1977½ en réponse à l'augmentation des ventes de la Trans Am de Pontiac, qui a vendu plus de 46 000 unités en 1976 et représentait la moitié de tous les ventes de Firebird cette année-là. La Z28 ravivée était propulsée par un V8 de 5,7 L avec un carburateur à quatre corps produisant 188 ch (138 kW) (177 ch (130 kW) avec un équipement antipollution californien), la plupart des voitures vendues étant équipé de la climatisation et d'une transmission automatique. Le moteur n'était plus livré avec le bloc moteur à roulement principal à 4 boulons, la manivelle forgée, les pistons forgés, les grosses têtes de soupape et l'arbre à cames de performance qui faisaient partie de la finition spéciales performances RPO Z28, des moteurs 350 LT-1 et L82 qui avait été partagés avec les Corvette les plus performantes de 1970 à 1974. Le moteur LM1 était le moteur Camaro le plus puissant et uniquement disponible dans le modèle Z28. Le moteur est livré avec une admission et un échappement mieux réglés, partagés avec la plupart des voitures de tourisme de Chevrolet. Les voitures étaient également disponibles avec une transmission manuelle Borg-Warner Super T-10 à 4 vitesses.
Des essuie-glaces intermittents ont été proposés en tant que nouvelle option et le six cylindres en ligne de 4,1 L est devenu le moteur standard pour les modèles coupé sport et de luxe LT. Le moteur 305 (5,0 L) de 147 ch (108 kW) a continué comme le V8 de base et le moteur quatre corps 350 (5,7 L) qui était en option sur les modèles sport coupé et LT a été augmenté à 172 ch (127 kW). En raison du programme de partage de moteur de General Motors, le moteur Chevrolet 350 a également été utilisé par Oldsmobile. Cette année, les «pare-chocs» en option ont été offerts pour les modèles LT (pare-chocs avant uniquement) et étaient obligatoires pour tous les modèles de Camaro vendus dans l'État de Californie.
La sortie a établi un record pour la Camaro de deuxième génération, avec 218 853 coupés produits. La Camaro a dépassé la Mustang de Ford pour la toute première fois. Pour 1977, la production de la Z28 était d'environ 13 000 voitures avec un moteur 350 de 198 ch (145 kW).

#### 1978
Pour l'année modèle 1978, la Camaro comportait des nouveaux pare-chocs avant et arrière en uréthane de couleur carrosserie. Les Z28 comportaient une écope de capot non fonctionnelle avec une décalcomanie exposant de grandes lignes autour de l'admission. Les feux arrière ont été mis à jour pour inclure les clignotants orange. Les ventes ont dépassé toutes les années précédentes avec 272 631 unités, dont 54 907 étaient le modèle Z28.
Les modèles disponibles comprenaient la Sport Coupe de base, la Type LT, la Z28 et le retour de la Rally Sport. LA Rally Sport (non badgé RS comme les années précédentes) comportait un traitement de peinture bicolore standard. Les modèles Z28 comprenaient un ensemble de rayures qui ne pouvait pas être supprimé et comportaient le V8 LM1 de 5,7 L avec un carburateur Quadrajet à quatre corps produisant 188 ch (138 kW) et 380 N m de couple couplé à une transmission manuelle à 4 vitesses ou à une transmission automatique à 3 vitesses TH-350.
Une autre première pour 1978 a été les T-Top, bien qu'ils fussent une Regular Production Option sur la Pontiac Firebird de 1977 et ont été introduits sur la Pontiac Trans Am 10th Anniversary Limited Edition de 1976.

#### 1979
Les plus grands changements pour 1979 ont été l'introduction du modèle Berlinetta orienté vers le luxe, remplaçant la Type LT, et un tableau de bord restylé avec une apparence beaucoup plus plate que la conception enveloppante précédente (bien que les jauges elles-mêmes soient restées aux mêmes endroits qu'auparavant). Les modèles de base, RS et Z28 sont restés, les Z28 sont maintenant livrés avec un aileron avant et des évasements d'ailes un peu comme sa jumelle la Pontiac Trans Am, et sont maintenant venus avec des décalcomanies "Z28" qui s'étendaient du début des évasements avant jusqu'au bas des portes. Le dégivreur électrique de lunette arrière est devenu optionnel cette année, remplaçant l'ancien type de soufflerie. Les ventes de 1979 ont été les plus élevées de toutes les générations de Camaro d'avant ou d'après, avec 282 571 unités. Les choix de moteur sont restés avec le six cylindres en ligne 250 standard dans les modèles de base et RS, avec le 305 2 corps étant en option sur les modèles de base et RS et en standard sur la Berlinetta.

#### 1980
Pour 1980, le six cylindres en ligne de 4,1 L a été remplacé par un moteur V6 de 3 753 cm3, 3 785 cm3 en Californie, une première pour la Camaro. Le moteur V8 de 4,4 L de 122 ch (89 kW) est devenu une option sur les modèles de base, RS et Berlinetta cette année. Le capot de la Z28 comprenait une écope surélevée pointant vers l'arrière (induction d'air) avec un volet actionné par solénoïde qui s'ouvrait à plein régime, permettant au moteur de respirer de l'air plus frais. Un compteur de vitesse mandaté par le gouvernement fédéral à 137 km/h a également fait ses débuts cette année, contre 209 km/h. Les Z28 avaient de nouvelles jantes grises à 5 rayons en option (utilisées plus tard sur la Chevrolet Monte Carlo SS de 1986-1988), une calandre avant supérieure et inférieure unique et des graphismes révisés plus petits sur ses portes. Les écopes latérales ont également été changées d'une conception à persiennes à une plus plate avec une seule ouverture. Le V8 de 5,7 L n'était désormais disponible que sur la Z28 cette année.

#### 1981

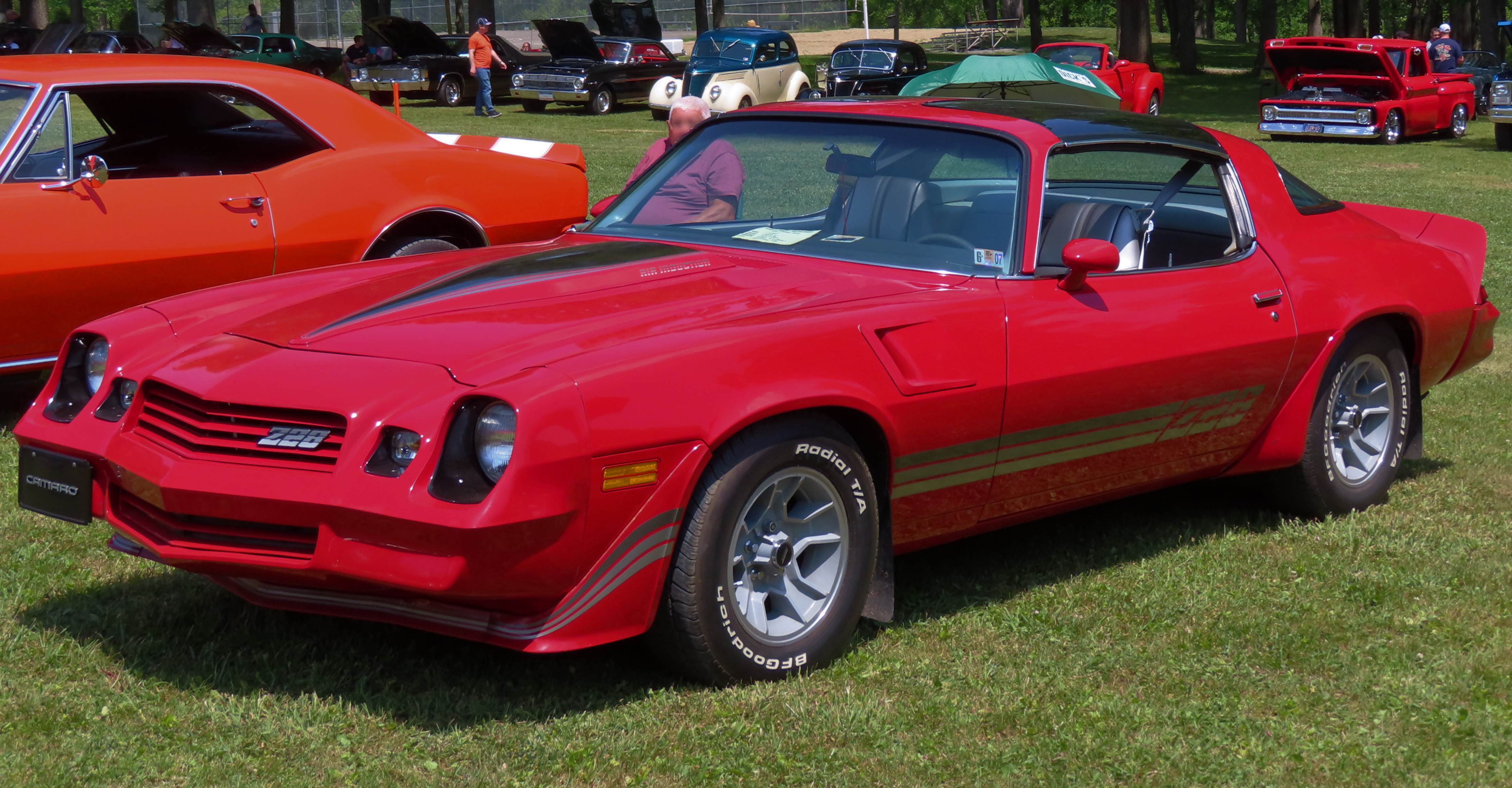
modèle 1981 Z28

Le modèle de 1981 était presque inchangé par rapport à 1980 et serait la dernière année modèle pour la Camaro de deuxième génération. La Z28 était toujours propulsé par un V8 de 5,7 L, mais en raison des nouvelles réglementations sur les émissions, le moteur était désormais équipé d'une unité CCC (Computer Command Control) pour la première fois. Ce prédécesseur des modules de commande de moteur modernes avait un capteur d'oxygène, un carburateur à commande électronique, un capteur de position de l'accélérateur, des capteurs de liquide de refroidissement, un capteur de pression barométrique, un capteur de Manifold Absolute Pressure (MAP) et un voyant de contrôle du moteur sur le tableau de bord. La transmission était désormais équipée d'un convertisseur de couple à verrouillage, également contrôlé par le CCC. Le CCC pouvait également être utilisé comme outil d'autodiagnostic. Cependant, comme l'objectif de ce changement était strictement la réduction des émissions, la puissance a chuté à 177 ch (130 kW). Ce moteur était désormais uniquement disponible avec une transmission automatique, tandis que les versions manuelles à quatre vitesses avaient le moteur 305 (5,0 L) de 167 ch (123 kW), qui était le seul moteur offert dans les Z28 vendus en Californie. Les modèles canadiens, cependant, pouvaient toujours obtenir la combinaison moteur 350 et transmission 4 vitesses et n'étaient pas équipés d'un CCC. Les Camaro canadiennes de 1981 étaient donc identiques au modèle américain de 1980. Les modèles RS ont été abandonnés cette année, mais la désignation RS réapparaîtrait en 1989. La production totale avait chuté à 126 139 contre un pic de 282 571 en 1979.